# 上を向いて歩こう
「上を向いて歩こう」（うえをむいてあるこう、英題：スキヤキ、SUKIYAKI）は、坂本九の楽曲。作詞は永六輔、作曲は中村八大、プロデューサーは草野浩二。
アメリカ合衆国のビルボード（Billboard）誌では、1963年6月15日付においてHot 100週間1位を獲得、同誌の1963年度年間ランキングでは第10位にランクイン。後に数多くのアーティストによってカバーされた。坂本や永六輔のメモリアルソングとしても用いられる。
2006年（平成18年）に文化庁と日本PTA全国協議会が「日本の歌百選」に選定。

## 概要

### 日本でのヒット
元々は中村八大が1961年7月21日に開催した自身のリサイタルのために制作した楽曲であったが、曲直瀬信子の推薦により、坂本九のシングル曲としてレコーディングされることになった。
1961年7月21日、サンケイホールで開催された「第3回中村八大リサイタル」で、坂本九の歌唱によって初披露された。
坂本九はリサイタルの2時間ほど前に初めて譜面を渡され、ぶっつけ本番で初披露した。その際、譜面では4ビートなのだが、坂本はそれを8ビートで大胆にアレンジして歌った。また、曲中マイナーになる部分があるが、坂本が外してマイナーで歌ってしまったため、マイナーになったという。さらに、坂本は元々小節の頭からメロディーが始まるこの曲を浪曲の感覚で一拍遅らせて歌ってしまっており、これも取り入れられることとなった。これらの坂本による独特なアレンジが後のヒットに繋がったと評されることが多い。
同年8月19日、NHKで放送されていたバラエティ番組「夢であいましょう」でテレビ初披露。同番組において、1961年10月・11月の「今月のうた」として発表され、同年10月15日にレコードが発売されると爆発的なヒットとなった。発売から3か月で30万枚を突破。当時の日本のレコード売り上げランキング（『ミュージック・ライフ』誌に掲載されていた国内盤ランキング）では1961年11月 - 1962年1月まで3か月にわたり1位を独走した。1968年時点での日本での累計売上は80万枚。
1962年1月25日に第一ホテルで行われた「東芝レコードヒット賞」の授賞式で、「上を向いて歩こう」は特別賞を受賞した。
売り上げだけを見れば相当なものであったが、当時最も新しく不良の音楽とされたロカビリー（現代でいうロックンロール）出身の坂本の独特な歌い回しが耳に合わない当時の保守的な日本の歌謡界においてその評価は高くなかった。日本レコード大賞にも選ばれていない。だが、この評価は世界での大成功により覆された。
坂本九は本楽曲で1961年の「第12回NHK紅白歌合戦」に初出場を果たした。また、2000年の「第51回NHK紅白歌合戦」の第一部終了後、紅白に出演していた時の坂本九の映像のもと、出場歌手によって「上を向いて歩こう」が大合唱された。
「夢であいましょう」の出演者の一人だった黒柳徹子は、当時の日本には「ランキング」というもの自体が無く（オリコンの集計は1968年開始）、ましてや「全米ビルボード1位」というのが、どれほどすごいことなのか分からず、坂本がアメリカから帰って来た時も「上を向いて歩こう」が「SUKIYAKI」として、世界各国で発売されていることは知っていたため、それに対して「すごいね」とは言ったものの、「よくやった」、「おめでとう」という言葉を、当時の坂本に言うことが出来なかった。作詞の永六輔や作曲の中村八大も、特に喜んでいる素振りもなく、普通にしていた、と後に語っている。
作詞者の永六輔自身は、レコーディングの時に歌い出しの「上を向いて……」の部分を初めて聴いて「ウエヲムーイテ」が「ウヘホムフイテ」に聞こえたといい、「何だその歌い方は!」と坂本に向かって激怒し、「これでは絶対ヒットしない」と言った。この独特の歌い方は、母がやっていた小唄と、プレスリーやバディ・ホリーの影響であるとも言われている。永六輔は後に、坂本九の母が九に小唄や清元などの邦楽を教えたという話から、坂本九と邦楽の歌い方を結びつけて考えるようになり、邦楽的な歌い方が、この歌の世界的なヒットと関係があると考えた。また、この坂本の編み出した独特の歌唱法は、当時はとても斬新であり、個性的なものとしてとらえられた。
なお、本曲の間奏で流れる口笛も、口笛が得意だった坂本九本人が担当している。
1994年以後、日本の音楽教科書にも何度か掲載されている。

### 海外でのヒット
1962年、ヨーロッパでこの曲が紹介されて、大ヒットした。フランスなどでは原題と同じ意味のタイトルで発売されたが、イギリスでは「SUKIYAKI」、ベルギーやオランダでは「忘れ得ぬ芸者ベイビー」という曲名で発売された。
1962年、イギリスのディキシーランド・ジャズのトランペッター、ケニー・ボールが彼のバンドでインスト曲として演奏し、「SUKIYAKI」（無論、曲自体に『すき焼き』という単語は出てこない）というタイトルで発売、全英チャートで10位にランクインした。
「SUKIYAKI」という曲名は、ケニー・ボールの所属したイギリスのパイ・レコードの社長ルイス・ベンジャミンが契約の話で来日した際、土産にもらった数枚の日本のシングルレコードをホテルに帰ってから聴いた中にあった「上を向いて歩こう」を大変気に入り、帰国後ジャズでリリースすることに決めたが、レコードには日本語のタイトルしか印刷されておらず、原題の「UE O MUITE ARUKOU（上を向いて歩こう）」というタイトルがわからなかったため、『日本で契約の際に会食した「スキヤキ」が心に残る食べ物だった』という理由で、日本料理の名前を付けたのであると言われている。しかしケニー・ボールの証言では、「上を向いて歩こう」ではタイトルが長くなってしまうので短くわかりやすい日本語の曲名をつけたかったが彼が知っていたものが「SUKIYAKI」と「SAYONARA（さよなら）」ぐらいだったため、「サヨナラ」では暗すぎるのでどうすれば良いかと思案していたが、中華料理屋での会食で同席していた友人の女性歌手ペトゥラ・クラークに相談したところ「SUKIYAKI」がいいと言われたこともあり、タイトルに採用されることとなった。この英語題について、『ニューズウィーク』のコラムニストであるフレッド・ブロンソンは「『ムーン・リバー』を日本で『ビーフシチュー』というタイトルで売り出すようなものだ」と評した。
実はケニー・ボールはレコーディングの直前に最愛の母を亡くしており、その哀しみをトランペットに込めて演奏、これもヒットにつながった要因の一つといえる。
なお、ケニー・ボールは現在でも自分のバンドの演奏レパートリーにこの曲を加えており、2005年にはこの曲が海外でヒットした経緯を辿る番組のために、彼のコンサートを訪れていた坂本九の次女の大島舞子（舞坂ゆき子）を特別にヴォーカルに迎えて演奏した。
アメリカでは、イギリスでヒットしたケニー・ボール楽団のレコードが発売されたが、チャートの100位以内には入らなかった。しかしワシントン州パスコのKORDラジオのDJリッチ・オズボーンが彼の番組の高校生リスナーから日本の文通相手からもらった坂本九の本曲のレコードを入手したことをきっかけに、ラジオ番組で「SUKIYAKI」として紹介すると、局にリクエストが殺到した。メロディも今までの曲調とは違い、ボーカルもジャズやロックシンガーのようなテイストがあるとティーンエイジャーから火が付いた。当時は女性が歌っていると勘違いする人もいたという。そして1963年、「SUKIYAKA」の題でキャピトル・レコードから発売が決定した。この「SUKIYAKA」という米題は誤植ではなく、ラジオDJが曲紹介をする際、歌手の「KYU SAKAMOTO」と韻を踏ませるために、キャピトル・レコードのデイヴ・デクスター・ジュニアが意図的に命名したものである。しかし、東芝レコードの石坂範一郎の説得により発売時には「SUKIYAKI」に訂正された。
同年5月3日にアメリカでレコードが発売されると、ビルボードのBillboard Hot 100で6月15日付から6月29日付まで3週連続、キャッシュボックスのTop 100で6月15日付から7月6日付まで4週連続、レコード・ワールドで6月22日付から6月29日付まで2週連続で1位のヒットとなった。ビルボードのHot R&B Singlesでは6月15日付にて最高18位にランクインされている。Billboard Hot 100において、英語以外の歌では1958年のドメニコ・モドゥーニョ「ヴォラーレ」（イタリア語）以来2曲目の1位である。また、Billboard Hot 100では同年の年間チャート13位にもランクインしている。日本でも「全米1位」の影響を受け、シングルが新たにプレスされて『ミュージック・ライフ』の国内盤ランキングに再チャート入りを果たした。
当時、「SUKIYAKI」が全米で1位を獲得したことを、日本の一般紙がリアルタイムで報道した形跡は確認されていない。アメリカでも一般紙による報道は非常に少なく、例外的にロサンゼルスの日本語新聞『羅府新報』が1963年6月15日付にて報じた。『週刊朝日』の1963年6月21日号では、「世界第4位のレコード生産」という記事の導入部で「SUKIYAKI」が全米2位（当時）になったことを報じた。また、日本の東芝レコードの反応は「あまりの遠い国での出来事に実感がなかった」という。
なお、キャピトル側は最初、アメリカでは英語以外の歌がヒットした前例がほとんど無いことから坂本九に英語で歌わせようとしたが、米軍時代に朝鮮戦争の際駐日経験のあるオズボーンは日本語に馴染みのあるアメリカ人も多く日本語で売り出した方が受けがいいと主張、日本語のオリジナルバージョンがそのまま発売された。
この大ヒットを受けて、同年8月13日に坂本九はキャピトル・レコードの招きで渡米、空港に到着した際に3000人を超える坂本のファンが押し寄せた。「SUKIYAKI」の全米でのヒットが一般紙において本格的に報じられるようになるのはこの頃からである。テレビ番組「スティーブ・アレン・ショー」にゲスト出演し（実は「エド・サリヴァン・ショー」からも出演依頼が来ていたが、スケジュールが合わずに出演は果たせなかった）、さらにアメリカ国内の売り上げが上昇して100万枚を突破し、外国人としては初めての全米レコード協会のゴールドディスクを受賞。翌1964年5月15日にホテルオークラで行われた授賞式には坂本九の母も出席した（当時は100万枚以上がゴールド）。この頃、アメリカ国内の音楽雑誌の記事には手書きの「鋤焼（すきやき）」が「鍬焼（くわやき）」となったり、初期のレコードジャケットでは「坂本九」が「坂木九」となるなどの誤植が見られた。「鍬焼」に関しては、NHK「夢であいましょう」内でもヒットの話題を伝える黒柳徹子が触れていた。
このほか世界約70か国で発売され、総売り上げは1300万枚以上とされる。また、1988年にはアメリカのテレビやラジオでのオンエア回数が100万回以上の楽曲に贈られるBMIの「ミリオン・エアー」を受賞している。
2005年6月から「上を向いて歩こう」がイギリスの携帯ネットワーク会社スリー・モバイルのCMソングに起用され、問い合わせが殺到。同年8月29日にイギリスで坂本九のアルバム「メモリアル・ベスト」が発売された。9月には「上を向いて歩こう」をシングル発売。
アルゼンチンではスペイン語に訳されアルゼンチン・タンゴへと編曲され、1964年に「SUKIYAKI（Naranjos en Flor）」として、南米長期滞在中であった日本のタンゴ歌手・阿保郁夫が歌い、空前の大ヒットとなっている。

### その後のアメリカでの活動
アメリカ合衆国ではその後、渡辺はま子のカバー「支那の夜（China Nights）」（アメリカでの片面は「勉強のチャチャチャ」）が最高58位、アルバム『Sukiyaki and Other Japanese Hits』（有名な「坂木九」の誤植は、このレコードである）も最高14位（いずれもビルボード誌）に止まった。次のシングル「九ちゃんの炭坑節（Tanko Bushi）」（こちらは日本でも発売された。アメリカでの片面は「東京五輪音頭」）も発売されたが、三井三池炭鉱で起こった爆発事故の影響で歌うことを自粛し、これに伴いアメリカでの活動も事実上終了した。その後にも契約が残っていたヨーロッパではそれらに次ぐシングルとして、中国の歌謡曲に英語詞をつけた「Rose, Rose, I Love You」（日本未発売。片面は「サヨナラ東京」）が発売された。キャピトル・レコードはビートルズのアメリカでのプロモーション以上に宣伝費用をかけたといわれるが、結局、アメリカでは一発屋に終わってしまった。
予定では、本格的に活動拠点を日本国外に移す計画もあったという。なお、坂本九がアメリカでの活動を終えたことで、それ以降ピンク・レディーが37位にランクインするまで、日本人歌手がBillboard Hot 100のランキングに入ることはなかった。
なお、1975年にはアメリカとの企画でアルバム「ターニング・ポイント」を制作。録音はアメリカワーナーブラザーズスタジオにて行われ、制作も全て現地スタッフによりおこなわれた。シングル「襟裳岬/若者たち」、アルバムがアメリカと日本で同時発売された。
1981年にはテイスト・オブ・ハニーが英語詞でカバーし、Billboard Hot 100で最高3位を獲得した。その際、テイスト・オブ・ハニーと坂本九は一緒にすき焼きを食べている。
柏木由紀子によると、坂本九と結婚後、柏木と坂本がプライベートでロサンゼルスに行ってアーティストのショーを観客席で見ていたとき、「SUKIYAKIのキュー・サカモトが来ている」と司会者に紹介されたという。

## 日本に於ける本作著作権
2017年現在、本作の出版者は八大コーポレーション作品事業部となっており、録音、ビデオ、映画、通信カラオケ等での利用でJASRACに権利が付託されていない。それゆえ本楽曲はカラオケ業者のウェブサイトでの歌詞閲覧サービスに登録されていない。
JASRAC作品コード：010-0006-3／内国作品／出典：PO(出版者作品届) 。

## 各所に於ける使用例
- 坂本九が『スター誕生!』の司会をしていた際はエンディングテーマとして坂本が歌った。
- 春のセンバツ高校野球大会の入場行進曲が日本の曲（前年の流行曲）になった第1号である。
- 坂本は1985年の日航ジャンボ機墜落事故で逝去したため、命日である8月12日の慰霊式における鎮魂曲として奏でられた。
- 1985年に来日公演を行ったスティーヴィー・ワンダーは、自身の曲である「Ribbon In The Sky」の曲中のハーモニカソロでこの曲のメロディを演奏した。11月3日の後楽園球場での公演の模様は坂本に対するスティーヴィーの追悼コメントと合わせてテレビで放映されている。
- 1990年元旦に催行（放送は翌日）された『三宅裕司のいかすバンド天国』のイベント『輝く! 日本いか天大賞』の個人賞受賞者によるセッション・バンドによって演奏された。
- 全日本プロレスにおいて、全試合終了後に場内に流されることがある。これは創設者のジャイアント馬場が20代の頃、アメリカ修行時代にホームシックになるとよく聴いていたことに由来する[32]。
- 2005年にNHKが実施した「スキウタ〜紅白みんなでアンケート〜」で白組39位を記録した。
- 2007年3月4日からは、坂本が幼少期に疎開した母親の実家がある茨城県笠間市の東日本旅客鉄道（JR東日本）常磐線友部駅において発車メロディとして、また2008年12月20日 からは、坂本の出身地の神奈川県川崎市にある京浜急行電鉄京急川崎駅の本線ホーム（4〜7番線）において、塩塚博がアレンジしたものが接近メロディとして[33][34]、さらに2016年12月10日からは、JR東日本川崎駅の東海道線ホーム（1・2番線）において、福嶋尚哉がアレンジしたものが発車メロディとして使用されている[35][36]。
- 東日本大震災（東北地方太平洋沖地震）の復興ソングとして、多くの坂本の曲とともに歌われている。特に、サントリー（大阪市）の企業CMでは、同社グループのCMキャラクターや同社スポンサー番組の出演者の総勢71名のタレントが、レコーディングスタジオにて同曲をリレー形式で歌う、というものであり（サントリー公式サイト[37]）、4日で完成している[38]。編曲は山下宏明が担当した[39]。このCMと『見上げてごらん夜の星を』込みで、CM名「歌のリレー」が「Tokyo Art Directors Club（ADC）」において「ADCグランプリ」を獲得した[38]。2011年度ギャラクシー賞CM部門大賞も受賞している。
- 坂本ゆかりの地であり、東日本大震災で被災した茨城県笠間市の復興の合言葉として『上を向いて歩こう笠間』が笠間市役所などで使われている。
- 2011年7月18日の22:00 - 22:50（JST）に、NHK総合テレビにて、『上を向いて歩こう〜日本人の心の歌・その真実』と題したドキュメンタリーの特別番組を放送した。
- 『サクサク土曜日 中邨雄二です』（ABCラジオ）のテーマ曲として吹奏楽演奏版が使われている。
- 2013年1月にはイギリスBBC電子版で「世界を変えた20曲」に選ばれている[40]。1963年当時のアメリカ人にとって戦争で敵対した日本人が謎めいた民族ではなく、自分達と同じく美しく繊細な感情を表現できる人達と気付かせてくれた曲、と評された。
- 2014年4月26日公開の京都アニメーション制作のアニメ映画『たまこラブストーリー』の劇中曲として、片岡知子の編曲による本曲のインストゥメンタル版が使用された。
- 2019年12月30日放送の『第61回日本レコード大賞』（TBS系列）ではオープニングに使用された。
- 合唱曲では、三宅大輔が編曲してあり、ア・カペラ版にアレンジされている。
- 『上を向いて歩こう展―奇跡の歌から、希望の歌へ―』を世田谷文学館で2013年4月20日〜6月30日に開催。
- 作曲者の中村八大が戦後福岡県久留米市で青春時代を送ったことにちなみ、九州旅客鉄道（JR九州）久留米駅前のからくり時計で流れている。
- 2020年東京オリンピックの閉会式（2021年8月8日）では、東京スカパラダイスオーケストラにより本曲が生演奏された[41]。
- 2022年1月期の松本潤主演ドラマ「となりのチカラ」（テレビ朝日系）のエンディングで、上原ひろみによる毎話異なるアレンジのピアノ演奏が流れた。

## 郵便切手
日本郵便から以下の切手が発行されている。
- 1999年1月26日発行　わたしの愛唱歌シリーズ　第9集　50円1種。原画は和田誠による[42]。
- 2000年7月21日発行　20世紀デザイン切手シリーズ　第12集　10種シート中の80円1種[43]

## 歌碑
- 茨城県笠間市 笠間つつじ公園 - 1965年に建立[44]。
- 北海道黒松内町 黒松内つくし園「九ちゃん追慕の碑」 - 坂本が出演していたテレビ番組「ふれあい広場・サンデー九」で訪問した施設、福祉法人「黒松内つくし園」の北海道蘭越町内のレクリエーション施設内に1987年に法人職員の資金により建立。その後施設の荒廃に伴い2010年に黒松内町の本部敷地内に移設[45]。
- 神奈川県川崎市 川崎駅東口前広場 - 2015年4月11日に坂本の没後30年を記念し川崎市の音楽による街作り政策に関連してライオンズクラブ国際協会の寄付により建立。高さ約1.9m、幅約1.3mの御影石製で歌詞に因んで上部を曲線的に窪ませた形とした[46]。

## 収録曲

### 日本オリジナル盤（赤盤、東芝音楽工業 JP-5083）
- Side A 上を向いて歩こう
- Side B あの娘の名前はなんてんかな -Anoko No Namaewa Nantenkana- [注釈 6]
  - 1965年再発盤（黒盤、東芝音楽工業 TR-1150）、アメリカ盤（Capitol 4945）、イギリス盤（HMV POP-1171）ドイツ盤（Electrola E-22477）等も収録曲は同一。
  - JP-5083のジャケットは2種類存在する。オリジナル版と、本曲がアメリカで「SUKIYAKI」のタイトルでヒットしたことをきっかけに、1963年7月1日に『上を向いて歩こう「スキヤキ」』のタイトルで新たにプレスされたものである。再プレス版はジャケットデザインがオリジナル版と異なるほか、「世界のヒット!」というコピーが記されている。

### アメリカのジュークボックス用レコード
- Side A 上を向いて歩こう
- Side B 九ちゃんの炭坑節 - Tanko Bushi -

### 日本1976年再発盤（東芝EMI TP-10118）
- Side A 上を向いて歩こう
- Side B 幸せなら手をたたこう
  - 「ベスト・カップル・シリーズ」の一作

### 日本1988年再発盤（東芝EMI XT10-2268）
1. 上を向いて歩こう
2. 見上げてごらん夜の星を

- シングルCD「ベスト・カップル・シリーズ」。

### 日本1994年再発盤（東芝EMI TODT-3208、TODT-3309）
1. 上を向いて歩こう
2. あの娘の名前はなんてんかな
3. 上を向いて歩こう（カラオケ）
作曲：中村八大 編曲：上柴はじめ

- シングルCD。

### アニバーサリー・シングル盤
東芝レコードが東芝EMIになった後、何度かアナログ、およびCDのシングル盤がリリースされていたが、ここ10年近くは新品の市場流通も途絶え、坂本九のベストCD、および同時代の歌謡曲を収録したオムニバスCD以外の形では、曲が収録されたメディアを入手することの難しい状況が続いていた。
2011年（平成23年）、音源の原盤を保有し続けるEMIミュージック・ジャパンでは、同年7月に公開されたアニメ映画『コクリコ坂から』の挿入歌として採用されたことと、同年に起こった東日本大震災後にコマーシャルメッセージに使われたこと、「元気が出る歌」としてリバイバル的な人気が高まったことを受け、“アニバーサリー・シングル”として7月13日にマキシシングル盤とカセットテープ盤を、iTunes Storeで音楽配信にてリリースすることになった。
1. 上を向いて歩こう
2. 一人ぼっちの二人
作詞：永六輔 / 作曲：中村八大
3. 見上げてごらん夜の星を
作詞：永六輔 / 作曲：いずみたく
4. ともだち
作詞：永六輔 / 作曲：いずみたく
5. 上を向いて歩こう（カラオケ）

### 『コクリコ坂から』ローソン前売券の購入特典盤
2011年5月1日に発売されたローソン発売版の『コクリコ坂から』前売券の購入特典。
紙ジャケットで造られ、表面はオリジナル盤のジャケット写真にタイアップ先と「SUKIYAKI50」と書かれており、裏面は歌詞とスタジオジブリのプロデューサーである鈴木敏夫のコメントが掲載されている。
1. 上を向いて歩こう

- スタジオジブリ映画「コクリコ坂から」挿入歌

## カバーしたアーティスト

### 日本のアーティスト
- 坂本九 & 大島舞子

「上を向いて歩こう2000（SUKIYAKI 2000）」（2000年9月マキシシングル発売）。テクノ・R&B系の新アレンジでリミックスされ、実娘と坂本が互い伝いに歌唱する構成。
- ASKA（2011年、配信限定シングル「上を向いて歩こう」、2013年、アルバム『「僕にできること」いま歌うシリーズ』収録）
- RCサクセション（1979年7月21日発売、シングル「ステップ!」B面に収録。ロック調にアレンジされており、ライブの定番ナンバーとなっていた。映画『殿、利息でござる!』主題歌[47]）
- 井伊英理
- 飯田久彦、九重佑三子、佐野修、鈴木ヤスシ、田代みどり、田辺靖雄、平尾昌晃、弘田三枝子（2001年。アルバム『想い出のウエスタン・カーニバル』収録）
- Yellow Panther（庄野真代&鈴木雄大）（2004年、アルバム『V.S.O.P.1 unforgettable』に、英語版のSUKIYAKIを収録）
- 石原詢子（2011年のシングル『逢いたい、今すぐあなたに…。』、2014年のCD-BOX『石原詢子 時代のうた』、2015年のアルバム『我がこころの愛唱歌II〜人情と活気に溢れてたあの時代〜』収録）
- 岩崎宏美（2008年、アルバム『Dear Friends IV』収録）
- 植木等（1962年公開映画『若い季節』劇中）
- 上原ひろみ（2008年、Hiromi's Sonicbloom名義 アルバム『ビヨンド・スタンダード』収録。インストゥルメンタル）
- ウカスカジー（2021年、アルバム『どんなことでも起こりうる』収録）
- 宇多田ヒカル（1998年、東芝EMIコンベンションライブ Music Talks '98にて披露）
- おおたか静流（1995年、アルバム『Repeat Psrformance III』収録）
- 大友良英プロデュースの「See You in Dream」にさがゆき、山本精一のボーカルで収録
- オリエンタル・マグネチック・イエロー（CD未収録、ミュージックビデオ[48]のみ）
- 金丸淳一（1993年、アルバム『inspired colors』収録）
- 木山裕策（2020年、アルバム『花 麗しき日本の愛唱歌』収録）
- 桑田佳祐（2009年、ライブビデオ『昭和八十三年度! ひとり紅白歌合戦』収録）
- Ken Yokoyama（2005年、アルバム『Nothin' But Sausage』にSucky Yackyとしてボーナス・トラックで収録）
- 小林幸恵（2000年、nikki ｍonroe（ニッキー・モンロー）名義。英語版歌詞『SUKIYAKI』でアメリカデビュー）
- 小柳ルミ子（1973年、CD-BOX「小柳ルミ子 CD-BOX」収録）
- 小坂忠（1977年、アルバム『モーニング』収録）
- 近藤房之助（1990年、シングル「上を向いて歩こう」）
- 斉藤和義（2021年、配信限定リリース。映画『半径1メートルの君 〜上を向いて歩こう〜[49]』主題歌）
- 坂本龍一
- 佐々木真央（2015年、ミニ・アルバム『佐々木真央』に収録）
- さだまさし（2001年、ミニ・アルバム『さだまさし 永六輔・中村八大を歌う 上を向いて歩こう/遠くへ行きたい』に収録）
- 佐藤竹善（2005年、シングル「風光る」収録）
- ザ・ピーナッツ（1968年、8トラック『歌謡百年大全集』（アポロン音楽工業）に収録）
- SAYOKO（元ZELDA、1995年、TBS系『COUNT DOWN TV』エンディングテーマ）
- 猿岩石（1998年、ベスト・アルバム『通信簿〜SARUGANSEKI SINGLES〜』収録）
- サンディー (1990年、アルバム『SANDii MERCY』に「Sukiyaki」のタイトルで収録)
- 柴咲コウ（2016年、カバー・アルバム『続こううたう』収録[50]）
- 島津亜矢（2010年、アルバム『Singer』収録）
- 清水仁（元オフコース）（1986年、シングル及びアルバム『ONE』収録）
- スターダストレビュー（1986年、アルバム『CHARMING』収録。その後ベスト・アルバム『LOVE SONGS』、『STARS』に収録）
- STANCE PUNKS
- Sunya（2009年、シングル「雨上がり」収録）
- SEKAI NO OWARI（2016年、Spotify Sessions - Live from Yellow Box Studios, Singapore）
- 田代まさし
- 玉置浩二（2014年、アルバム『群像の星 〜GREAT STARS〜』収録）
- tamamix（2011年、アルバム『u・ku・lu』収録）
- デコレ村オールスターズ（2008年、シングル）
- デューク・エイセス（1963年、シングル「おさななじみ/上を向いて歩こう」収録）
- トータス松本（2012年、シングル「ブランコ」収録）
- 徳永英明（2012年、シングル「人形の家/夢は夜ひらく」、アルバム『VOCALIST VINTAGE』（初回盤Bのボーナス・トラック）収録、2012年の『第63回NHK紅白歌合戦』で歌唱）
- ナオト・インティライミ（アラファト議長に会った際、本人の目前で歌唱。2016年、『FNS27時間テレビフェスティバル!』内で行われた企画「ナオトの!27時間でみんなと一緒に100曲歌うフェス」最終歌唱曲として披露された[51]）
- 長渕剛（1997年、坂本九トリビュートアルバム収録）
- 西田ひかる（英語版）
- のど自慢オールスターズ（1999年、映画『のど自慢』のエンディング曲）
- B-DASH（2002年、シングル「平和島」収録）
- B.B.クィーンズ（1990年、アルバム『WE ARE B.B.クィーンズ』収録）
- 平井堅（2003年、DVD『Ken Hirai Films Vol.6 MTV UNPLUGGED』収録）
- ピンキーとキラーズ（1971年、アルバム『ピンキラのポピュラー音楽史』収録）
- BROAD6
- Hey! Say! JUMP（2019年､『第70回NHK紅白歌合戦』で歌唱。上を向いて歩こう 〜令和スペシャルバージョン〜）
- ペギー葉山
- ザ♂ベルカント5シンガーズ （2020年、アルバム『懐かしの昭和歌謡名曲集3～あの素晴しい愛をもう一度～』収録）
- VOICE OF LOVE POSSE（2003年、シングル）
- 松崎しげる（2009年、アルバム『Yes We Can!!』収録）
- 松田聖子・神田沙也加（2011年、『第62回NHK紅白歌合戦』で歌唱。2012年、松田のシングル「涙のしずく」B面に収録）
- 松本孝弘（2012年、アルバム『Strings Of My Soul』（「SUKIYAKI featuring LARRY CARLTON」（ギター演奏のためインストゥルメンタル））収録）
- 茉奈 佳奈（2008年、NHK連続テレビ小説「だんだん」オリジナル・サウンドトラック収録）、（2009年、アルバム『ふたりうた』収録）
- 美空ひばり
- 水谷豊（2015年、アルバム『時の旅人2015』収録）
- 南こうせつ（1996年、『第47回NHK紅白歌合戦』で歌唱）
- 三山ひろし （2021年、アルバム『歌い継ぐ!日本の流行歌 パート2』収録）
- 村上ゆき（2006年、アルバム『夢で逢いましょう』収録）
- 森友嵐士（2011年、アルバム『オレのバラッド』収録）
- 吉幾三（2014年、アルバム『あの頃の青春を詩う vol.2』収録）
- wai-wai family（2018年、アルバム『HOMEMADE』収録、vo. 山崎陽子）
- 天童よしみ、クリス・ハート（2023年、映画「湯道」挿入歌、同サウンドトラック収録）

### 海外のアーティスト
- ケニー・ボール楽団（1962年、イギリスのチャートで10位。インストゥルメンタル）
- ビリー・ヴォーン楽団（インストゥルメンタル）
- フランク・プゥルセル楽団（インストゥルメンタル）
- マーティン・デニー（1963年、インストゥルメンタル）
- クレイド・ビーヴァーズ（1963年。英語）
- マルセル・アモン（1963年。フランスの歌手。『日本語のおけいこ』のB面に収録）
- テイスト・オブ・ハニー（1981年、ビルボード誌3位、ミリオンセラー。英語。1981年9月21日放送の『ザ・トップテン』で坂本九との共演が実現している[52]）
- ダッギーフレッシュとスリックリック（英語版）
- 4 P.M.（英語版）（1995年、ビルボード誌8位。英語）
- ダイアナ・キング（ライブアルバムに収録）
- ザ・ベンチャーズ（1963年8月発売のアルバム『Let's Go!』に収録。インストゥルメンタル。アメリカで坂本九盤がヒットしていた最中のリアルタイム・カバーであり、後年、日本の楽曲を数多くレコーディングすることになる彼らが初めて取り上げた日本製の楽曲でもある）
- ボブ・ディラン（1986年の愛知県体育館公演にて。インストゥルメンタル）
- ボビー・コールドウェル（日本向けアルバムに収録）
- セレーナ（テハーノ・ミュージックの歌手。スペイン語）
- トリオ・ロス・パンチョス（スペイン語）
- Trish Thuy Trang（英語版）（ベトナム系アメリカ移民歌手）
- ダニエラ・マーキュリー（英語版）（ブラジルのポップ歌手。日本語）
- ブルー・ダイヤモンズ（英語版）（ドイツ語）
- ロッカペラ（アメリカのヴォーカル・グループ）
- ディック・リー（中国系シンガポール人歌手）
- スティエパン・ジミ・スタニッチ（1964年、クロアチア語）
- マリーナ・ショウ（1987年、日本国内シングルリリース。コニカカラーCMイメージソング。英語）
- タック&パティ（ジャズギターとヴォーカルのデュオ。実際に、坂本九の遺族と面会を果たしている）
- フェア・ウォーニング（ドイツのハードロックバンド、ライブアルバムに収録。日本語）
- ヤミ・ボロ（英語版）（ジャマイカのレゲエ歌手。タイトルはSUKIYAKI〜上を向いて歩こう〜。1995年、TBS系『COUNT DOWN TV』エンディングテーマとして起用）
- メアリー・J. ブライジ（1997年のアルバム『シェア・マイ・ワールド』の中の一曲「エヴリシング」(Everything)でAメロとしてカバーされている。なお、この曲のサビはスタイリスティックスの「ユー・アー・エヴリシング」が使用されている）
- ビリー・ジョエル（2006年の東京ドーム公演にて「ピアノ・マン」の前奏部分で、サビをピアノで演奏した）
- マイケル・ジャクソン（2006年、東京の児童養護施設にて歌唱）
- イ・ビョンホン（韓国の俳優。2011年4月開催予定だったLBHオンステージ（12月に振替）のためにアレンジ。同年6月に配信。日本語）
- イヴァン・リンス（東日本大地震のチャリティ・ソングとして）
- ベン・E・キング（震災復興支援アルバム『Dear Japan 上を向いて歩こう』に収録。日本語）
- オリー・マーズ（2014年”Look At The Sky”　本来の日本語歌詞をオノヨーコによる英語訳で歌ったカバーを発表、アルバム『ネヴァー・ビーン・ベター』の日本盤に収録。）
- シャーロット・ケイト・フォックス（2015年、歌手としての日本でのデビュー・シングル『ゴンドラの唄』にカップリング曲として収録。プロデューサーのKishi Bashiとのデュエット（“feat. Kishi Bashi”としてクレジット）。日本語）
- クリスティーナ・スクッチャ(シスター・クリスティーナ)（2015年、日本盤のボーナス・トラックとしてアルバムに収録。英語）
- 江玲(香港の歌手。タイトルは「SUKIYAKI」、1963年、英語と北京語)
- 蓓蕾(香港の歌手。タイトルは「默默的相思」、1963年、北京語)
- 張小英（中国語版）(シンガポールの歌手。タイトルは「默默的相思」、1967年、北京語)
- 鳳飛飛（中国語版）(台湾の歌手。タイトルは「默默的相思」、北京語)
- 黄貝玲(マレーシアの歌手。タイトルは「默默的相思」、1986年、北京語)
- 李采霞(マレーシアの歌手。タイトルは「默默的相思」、2001年、北京語)
- 龍飄飄（中国語版）(マレーシアの台湾人歌手。タイトルは「默默的相思」、2004年、北京語)
- 風采姐妹(マレーシアの女性デュオ。タイトルは「默默的相思」、2007年、北京語)
- 黄菱(シンガポールの歌手。タイトルは「馬来西亜好地方」、1963年、北京語)
- 王詩恵(マレーシアの歌手。タイトルは「馬来西亜好地方」、2010年、北京語)
- 美黛（中国語版）(台湾の歌手。タイトルは「寿喜焼」、1964年、北京語)
- 幸福男声合唱団(台湾のグループ。タイトルは「抬起頭向前走」、1966年、北京語)
- 孫一華(台湾の歌手。タイトルは「有酒今宵酔」、1968年、北京語)
- 倪賓(台湾の歌手。タイトルは「愛你在心底」、1972年、北京語)
- 黄恵美(台湾の歌手。タイトルは「夜思」、北京語)
- 葉璦菱（中国語版）(台湾の歌手。タイトルは「昂首向前走」、北京語)
- Candys(台湾の女性デュオ。タイトルは「遇上你我不能逃」、1995年、北京語)
- 天雀(日本人歌手。白戸茉莉の芸名で台湾で発売。タイトルは「寂寞它佔満了我的心」。1996年、北京語)
- 黃思婷（中国語版）(台湾の歌手。タイトルは「甜言蜜語」、2000年、北京語)
- 徐懐鈺(台湾の歌手。タイトルは「小女人的心」、2007年、北京語)
- ジョセフィーン・シャオ（中国語版）(香港の女優。1967年に映画「閃電煞星」の挿入歌、タイトルは「蜜意柔情」、1967年、広東語)
- リーサ・ウォン(香港のシンガポール人歌手。タイトルは「諾言」、1970年、広東語)
- テレサ・カルピオ(香港の歌手。タイトルは「眉頭不再猛皺」、広東語)
- リッキー・ホイ(香港の歌手。タイトルは「你我人人知」、1977年、広東語)
- アニタ・ムイ(香港の歌手。タイトルは「願今宵一起酔死」、1989年、広東語)
- 葉啓田(台湾の歌手。タイトルは「初恋之路」、台湾語)
- 龍千玉（中国語版）(台湾の歌手。タイトルは「烏龍茶」、1998年、台湾語)
- 高向鵬方怡萍(台湾の歌手。タイトルは「浪漫的青春」でデュエット、台湾語)

その他、フランス語やデンマーク語、ポルトガル語等のカバーもあり、すき焼を食べる内容の歌詞に変えられたバージョンも存在する。また、エルヴィス・プレスリーも1964年にカバーする予定だったが、坂本九で1位を取っていることと、良い英語の歌詞が見つからなかったことを理由に断念したという。なお、エルヴィスは後年、ラスベガスでのステージを見に坂本が訪れたことを知ると「もっと早く知っていればステージに上げて紹介したのに」と残念がったという。
- オリー・マーズ（英国）が2014年にカバーした「Look at The Sky」はオリジナルの日本語詞をオノ・ヨーコが英訳した歌詞で歌われた。
- アヴィーチーが2019年に発表した遺作『TIM』収録のFreak (feat. Bonn)のドロップ（インタールード）においてこの曲をサンプリングした。
- セバスチャン・イザンバール（IL DIVOのメンバー）がソロアルバム「From Seb with Love」（2022年）に収録。こなれた日本語で歌いこなしている。

## 映画
1962年3月4日に日活より同名の映画が公開された。同時上映は石原裕次郎主演の『銀座の恋の物語』。
少年鑑別所から集団脱走して「当たり屋」をした九は刑事永井徳三に、良二はヤクザな商売をしている松本健に助けられる。この九と良二の更生と趣味に傾斜する行く末を軸に、高度経済成長期に生きる若者達の青春群像を描いている。刑事の娘が紀子で、小児まひを克服しているが精神的に歩けない妹の光子を九が歩けるように力づける。紀子には秘密があり、健に話す。良二は恩師のドラムをカタにするが負けて取られる。松本は妾の子で兄と確執がある。九は新車のトラックをもらい、口添えした光子は歩けるように。良二は10万のドラムを取り戻そうと車泥棒を持ちかける。兄の誕生日に健が訪問して大学生になったことを報告するが、父も兄も冷たい。紀子が激怒。ドラムを手に入れたのに、良二は新車を盗み、壊し、二人で喧嘩。健も喧嘩するが紀子が止める。
主題歌のカップリング曲（オリジナル盤）である「あの娘の名前はなんてんかな」（作詞・永六輔、作曲・中村八大）も劇中歌に起用。同映画のエンディングは、坂本九、高橋英樹、浜田光夫、吉永小百合ら出演者が主題歌である『上を向いて歩こう』を一部原曲とは異なり、追加された歌詞で合唱した。
先述したアニバーサリー・シングル盤の関連商品として初DVD化され、2011年7月2日に発売された。なお、本作のみ収録されたものと、本作と同年に製作・上映された姉妹編的劇映画『ひとりぼっちの二人だが』も収録した「『上を向いて歩こう』DVDスペシャル・コレクション」と題したDVD-BOXの2種類が発売された。
2011年12月31日には、テレビ東京の年末特番『大みそかシネマスペシャル』の一環として、本作が15:00 - 17:00（JST）で放送、ラストの合唱シーンでは歌詞テロップが添えられて放送された。なお、この後に放送された『第44回 年忘れにっぽんの歌』では、冒頭とエンディングで全出演者により『上を向いて歩こう』が合唱された。
坂本が逝去された「日本航空123便墜落事故」（1985年8月12日）からちょうど40年となった2025年8月12日には、NHKの衛星放送「NHK BS」の午後の映画枠『プレミアムシネマ』で本作が放送された。

### キャスト
- 河西九：坂本九
- 左田良二：浜田光夫
- 松本健：高橋英樹
- 永井紀子：吉永小百合
- 永井徳三：芦田伸介
- 永井光子：渡辺トモコ
- 若林：平田大三郎
- ジェシー・牧：梅野泰靖
- 久米刑事：嵯峨善兵
- 正一郎：清水将夫
- 健の兄：長谷川哲夫
- 石本：石川進
- 運送店員：ダニー飯田とパラダイスキング
- 新田：武藤章生
- 歌手：上野山功一
- 関口：滝恵一
- 管理人：河上信夫
- バンド・マスター：杉江弘
- 黒木恵子：高田敏江
- チンピラA：木下雅弘
- 医者：木島一郎
- 係員：紀原土耕
- 伸一：亀山靖博
- 客A：黒田剛
- ファン：葵真木子
- ポンコツ屋の親父：衣笠力矢
- 五郎：柳瀬志郎
- 客B：榎木兵衛
- 運送店員A：矢頭健男
- サックスの男：小柴隆
- 客C：水木京二
- 楽器店の店長：八代康二
- 吉田：小島忠夫
- ベースの男：久遠利三
- 花井：林茂朗
- ふさ子：須田喜久代
- 女中：清水千代子
- 女学生A：小幡真樹子
- 女学生B：茂手木かすみ
- ペット吹き：石丘伸吾
- 監視員A：玉井謙介
- 運送店員B：時照明
- 監視員B：本目雅昭
- 不良少年：石崎克巳
- チンピラB：井田武
- チンピラC：立川博
- 運送店員C：藤井照雄
- 運送店員D：矢藤昌宏(川倉泰彦)
- 運送店員E：大川隆
- 劇団ひまわり、劇団若草
- 以下ノンクレジット
- 監視員：澄川透
- チケット売り：斎藤久美子
- 運送店員：水川国也、岩手征四郎、岡村佶、杉浦公司、会田為久、永沢伸介、山口養治
- ノミ屋の客：小林亘、大路達三、千代田弘、戸波志朗、村上和也
- 魚市場の男・別のバンドのメンバー：二階堂郁夫
- 魚市場の男・ノミ屋の客：土田義雄
- 魚市場の男：倉田栄三
- 魚市場の男・チンピラ：中平哲仟
- 主治医の看護婦：橘田良江
- 学生部職員：川村昌之
- コーヒーを運ぶウエイトレス：水森久美子
- ノミ屋の客：高山千草、根本義幸、河合英二郎、三谷忠雄、伊達満
- 別のバンドのメンバー：三浜元、松丘清司
- 学生・ノミ屋の客：新津邦夫
- 魚市場の入り口の守衛：吉田朗人、瀬山孝司
- 刑事：東郷秀美
- 誕生パーティーの客：武内悦子、緒方葉子、西田喜江、藤沢健男、石川恵一、糸賀晴雄、和田みどり、北出桂子、浜口竜哉、織田俊彦、進千賀子、斉藤倫子
- オートレースの客：今村弘、上原一二三
- ノミ屋の客：島本輝男
- ペンキ屋：新村猛
- チンピラ：田畑善彦

### スタッフ
- 監督：舛田利雄
- 脚本：山田信夫
- 企画：水の江滝子
- 撮影：山崎善弘
- 音楽：中村八大
- 美術：木村威夫
- 編集：辻井正則
- 録音：沼倉範夫
- 記録：斎藤耕一
- 照明：大西美津男
- 技斗：峰三平

| テレビ東京 大みそかシネマスペシャル       | テレビ東京 大みそかシネマスペシャル | テレビ東京 大みそかシネマスペシャル |
| 前番組                                    | 番組名                              | 次番組                              |
| ----------------------------------------- | ----------------------------------- | ----------------------------------- |
| エレキの若大将 （2010年）                 | 上を向いて歩こう （2011年）         | （終了）                            |
| NHK BS プレミアムシネマ                   |                                     |                                     |
| 杉原千畝 スギハラチウネ （2025年8月11日） | 上を向いて歩こう （2025年8月12日）  | 乱れる （2025年8月13日）            |